# Lars Unnerstall
Lars Unnerstall, né le 20 juillet 1990 à Ibbenbüren, est un footballeur allemand qui évolue au poste de gardien de but au FC Twente.

## Biographie

### Débuts et formation
Lars Unnerstall commence le football à l'âge de 4 ans au SV Uffeln. À 13 ans, il signe ensuite au Grün-Weiß Steinbeck et se fait repérer par le SC Preußen Münster.
Avec le SC Preußen Münster, Lars Unnerstall est très performant dans les catégories de jeunes, ce qui pousse Schalke à le recruter lors de l'été 2008. Jouant d'abord en jeune avec les Königsblauen, il est rapidement surclassé avec l'équipe réserve.  

### Schalke 04
À l'aube de la saison 2011-2012 de la Bundesliga, et après avoir vendu son capitaine Manuel Neuer au Bayern Munich, Schalke recrute Ralf Fährmann, ancien Königsblau, comme numéro un. Unnerstall est donc promu en équipe première en tant que doublure.
Le 23 juillet 2011, il remporte la Supercoupe d'Allemagne mais n'entre pas en jeu. Dans la foulée, le 31 juillet 2011, Ralf Rangnick le titularise en Coupe d'Allemagne pour ce qui est son premier match professionnel face au FC Teningen, victoire 11 à 1. Le 15 octobre 2011, Unnerstall dispute son premier en Bundesliga face à Kaiserslautern en entrant en jeu à la 30e minute à la suite de l'exclusion de Ralf Fährmann.

### Prêt au FC Aarau
Le 24 janvier 2014, et en manque de temps de jeu, Lars Unnerstall est prêté au FC Aarau.
Il débute avec Aarau le 1er février 2014 contre Saint-Gall, 1-1.

### Fortuna Düsseldorf
Le 21 mai 2014, le club de Schalke 04 annonce le départ de Unnerstall, en fin de contrat, pour le Fortuna Düsseldorf.

### En sélection
En octobre 2010, Lars Unnerstall est convoqué en équipe d'Allemagne des moins de 20 ans pour affronter la Suisse (victoire 2-0), et la Pologne (victoire 1-0).

## Statistiques
| Saison                | Club                  | Championnat           | Championnat | Championnat | Coupe(s) nationale(s) | Coupe(s) nationale(s) | Compétition(s) continentale(s) | Compétition(s) continentale(s) | Compétition(s) continentale(s) | Total | Total |
| Saison                | Club                  | Division              | M.          | B.          | M.                    | B.                    | Comp.                          | M.                             | B.                             | M.    | B.    |
| 2011-2012             | Schalke 04            | Bundesliga            | 21          | 0           | 3                     | 0                     | C3                             | 5                              | 0                              | 29    | 0     |
| 2012-2013             | Schalke 04            | Bundesliga            | 13          | 0           | -                     | -                     | C1                             | 5                              | 0                              | 18    | 0     |
| Sous-total            | Sous-total            | Sous-total            | 34          | 0           | 3                     | 0                     | -                              | 10                             | 0                              | 47    | 0     |
| 2013-2014             | FC Aarau (prêt)       | Super League          | 16          | 0           | -                     | -                     | -                              | -                              | -                              | 16    | 0     |
| Sous-total            | Sous-total            | Sous-total            | 16          | 0           | -                     | -                     | -                              | -                              | -                              | 16    | 0     |
| 2014-2015             | Fortuna Düsseldorf    | 2. Bundesliga         | 10          | 0           | -                     | -                     | -                              | -                              | -                              | 10    | 0     |
| 2015-2016             | Fortuna Düsseldorf    | 2. Bundesliga         | -           | -           | 2                     | 0                     | -                              | -                              | -                              | 2     | 0     |
| 2016-2017             | Fortuna Düsseldorf    | 2. Bundesliga         | -           | -           | -                     | -                     | -                              | -                              | -                              | 0     | 0     |
| Sous-total            | Sous-total            | Sous-total            | 10          | 0           | 2                     | 0                     | -                              | -                              | -                              | 12    | 0     |
| 2017-2018             | VVV Venlo             | Eredivisie            | 32          | 0           | -                     | -                     | -                              | -                              | -                              | 32    | 0     |
| 2018-2019             | VVV Venlo             | Eredivisie            | 33          | 0           | 1                     | 0                     | -                              | -                              | -                              | 34    | 0     |
| Sous-total            | Sous-total            | Sous-total            | 65          | 0           | 1                     | 0                     | -                              | -                              | -                              | 66    | 0     |
| 2019-2020             | PSV Eindhoven         | Eredivisie            | 14          | 0           | 2                     | 0                     | C3                             | 2                              | 0                              | 18    | 0     |
| 2020-2021             | PSV Eindhoven         | Eredivisie            | 1           | 0           | 2                     | 0                     | C3                             | -                              | -                              | 3     | 0     |
| Sous-total            | Sous-total            | Sous-total            | 15          | 0           | 4                     | 0                     | -                              | 2                              | 0                              | 21    | 0     |
| 2021-2022             | FC Twente             | Eredivisie            | 32          | 0           | 3                     | 0                     | -                              | -                              | -                              | 35    | 0     |
| 2022-2023             | FC Twente             | Eredivisie            | 37          | 0           | 2                     | 0                     | C4                             | 4                              | 0                              | 43    | 0     |
| 2023-2024             | FC Twente             | Eredivisie            | 19          | 0           | 1                     | 0                     | C4                             | 6                              | 0                              | 26    | 0     |
| Sous-total            | Sous-total            | Sous-total            | 88          | 0           | 6                     | 0                     | -                              | 10                             | 0                              | 104   | 0     |
| Total sur la carrière | Total sur la carrière | Total sur la carrière | 220         | 0           | 16                    | 0                     | -                              | 22                             | 0                              | 258   | 0     |

## Anecdote
Lars Unnerstall ne deviendra gardien de but que tardivement dans sa jeunesse[Quand ?]. En effet, le gardien habituel étant absent[Quand ?], c'est Lars, le plus grand des joueurs qui sera placé dans les buts.